# Marc Védrines
 (novembre 2018).
Si vous disposez d'ouvrages ou d'articles de référence ou si vous connaissez des sites web de qualité traitant du thème abordé ici, merci de compléter l'article en donnant les références utiles à sa vérifiabilité et en les liant à la section « Notes et références ».
Pour les articles homonymes, voir Védrines.
Marc Védrines, né le 28 janvier 1971 à Boulogne-Billancourt, est un auteur de bande dessinée français.

## Biographie
Après obtention du baccalauréat en 1990, il suit des cours d'arts à la Sorbonne puis des cours d'arts appliqués à l'école normale supérieure de Cachan. Il travaille à partir de 1994 dans la publicité, collabore au magazine Time Runner. Sa rencontre avec Jérémie Kaminka est à l'origine de sa première série : Phenmenum, pour laquelle il a été nommé au festival d'Angoulême dans la catégorie meilleur premier album.[réf. nécessaire].
Sa vie en Islande pendant quelques années lui a permis d'écrire la série Islandia, une histoire empreinte de mythologie et de sorcellerie qui se déroule sur l'île au XVIIe siècle.
Son travail sur le FBI l'amène à réaliser la trilogie La Main de Dieu, qui porte sur Hoover, le directeur du FBI.
En 2016, Marc Védrines est contacté par des militaires qui l'encouragent à réaliser un album sur la création du C.O.S. (commandement des opérations spéciales) en 1992. un deuxième tome sur « les forces spéciales »«  » est lancé : chasse à l'homme dans les Balkans, une opération commando. Cet album est récompensé au festival BD de Buc. Il remporte le prix Buc-en-bulles 2019, une distinction attribué par les lecteurs des bibliothèques pour tous des Yvelines-Essonne.

## Œuvre

### Albums
- Forces spéciales, scénario et dessins Marc Vedrines, Glénat

1. Les Origines - 1991. Tempête du désert, 2017, éditeur Glénat  (ISBN 978-2-344-02010-4)
2. Chasse à l'homme dans les Balkans, 2019, éditeur Glénat  (ISBN 978-2-344-02707-3)

- Salam Toubib, 2016, scénario Claire Dallanges dessins Marc Védrines, Delcourt

- La Main de Dieu, L'histoire secrète du FBI, scénario et dessins de Marc Védrines, Glénat

1. La Peur rouge, 2012  (ISBN 978-2-7234-8619-4)
2. Promotion gangsters 2014  (ISBN 978-2-7234-9362-8)
3. L'Usurpateur, 2015  (ISBN 978-2-3440-0113-4)

- La Saga des Brumes, scénario de Marc Védrines et Jean-Paul Krassinsky, dessins de Marc Védrines, Glénat, collection 1000 Feuilles, 2011  (ISBN 978-2-7234-7426-9)

- Attrape-moi… mais ne viens pas trop vite !, scénario de Marc Védrines et Vicky Vaile, dessins de Marc Védrines, Drugstore, collection Humour, 2010  (ISBN 978-2-7234-6950-0)

- Islandia, scénario et dessins de Marc Védrines, Dargaud

1. Escale boréale, 2006  (ISBN 2-205-05801-0)
2. Les Fjords de l'ouest, 2007  (ISBN 978-2-205-05916-8)
3. L'Empreinte du sorcier, 2008  (ISBN 978-2-205-06102-4)

- Vampyres - Sable noir, Dupuis

2. Tome 2, scénario de Philippe Thirault, Jean-Paul Krassinsky, Marc Védrines et Alcante, dessins de Guillem March, Michel Durand et Matteo, Dupuis, 2009  (ISBN 978-2-80014-099-5)
- Cahier de vacances à l'usage des présidents de la république en exercice, texte de Nicolas Digard et Benjamin Richard, 2009, Carabas.
- Manuel de mise à Niveau à l'usage des présidents de la République en exercice, texte de Nicolas Digard et Benjamin Richard, 2008, Carabas

- Phenomenum, scénario de Jérémie Kaminka, dessins de Marc Védrines, Glénat, collection Grafica

1. Opus 0, 2002  (ISBN 2-7234-3717-5)[1]
2. Opus 1 : Futur antérieur, 2004  (ISBN 2-7234-4329-9)
3. Opus 2 : Passé composé, 2005  (ISBN 2-7234-4714-6)